# Куприт (предприятие)
АО «Куприт» — региональный оператор по обращению с ТБО в Кировской области, специализирующееся также на утилизации и переработке промышленных отходов всех классов опасности, бытовой техники, люминесцентных ламп, проведении экстренной демеркуризации. Единственное предприятие в Кировской области, занимающееся переработкой ртутьсодержащих отходов. В структуру предприятия входит единственный в городе санкционированный полигон ТБО «Лубягино» (наряду с закрытым Костинским полигоном).
Основателем и держателем контрольного пакета акций предприятия является правительство Кировской области.

## История
Предприятие создано в 1992 году по инициативе комитета по охране окружающей среды и природным ресурсам Администрации города Кирова. К началу 2007 года «Куприт» заключил договора с 2669 организациями на утилизацию ртутьсодержащих отходов, однако в 42 процентах случаев организации не предоставляли отходы в установленные сроки. В 2008 году 25 процентов и одна акция, принадлежащие городской администрации, были проданы с аукциона институту «Гражданпроект-ВКХ».
В начале марта 2019 года при предприятии был создан первый координационный совет, который нацелен на улучшение качества работы регионального оператора и решения различных проблем, связанных с предприятием АО «Куприт». Его первое заседание прошло в Общественной палате Кировской области. Председателем координационного совета стал Валерий Семенищев, он же заместитель генерального директора АО «Куприт». На заседании обсуждалось функционирование предприятие в ближайшие месяцы и главные его задачи, среди которых: расширение парка спецтехники, развитие системы раздельного сбора отходов, а также планы по созданию современного полигона и комплексного объекта обращения с отходами. Отмечено, что вывоз ТКО ведется по официально утвержденным графикам, а с помощью сервисов информирования для граждан можно наблюдать за движением мусоровозов и видеть убранные площадки..
В конце октября 2019 года прошло очередное заседание депутатов Кировской городской думы, во время которого было принято решение, что акционерное общество «Куприт» переходит в статус областной собственности. Пресс-служба Кировского правительства сообщила, что в региональную собственность передано 64,4 % акций компании «Куприт», и это должно оказать благоприятное влияние на выполнение национальных проектов и поспособствовать экономическому развитию Кировской области.
Вице-президент Вятской ТПП Леонид Перминов провел заседание на тему «Организация удаления твердых коммунальных отходов от объектов малого и среднего бизнеса на территории Кировской области», при котором присутствовали представители Роспотребнадзора, Министерства энергетики и ЖКХ, а также представители компании «Куприт». Заместитель генерального директора АО «Куприт» Станислав Куршаков заявил, что юридические лица и индивидуальные предприниматели неохотно стремятся к сотрудничеству по причине завышенных нормативов накопления отходов. Завершением заседания было решение о совершенствовании нормативной базы для использования иных методов накопления ТКО при участии АО «Куприт», Управления Роспотребнадзора по Кировской области, профильного министерства и института «Кировкоммунпроект»..

## Собственники и руководство
Основными владельцами именных акция являются Администрация города Кирова и институт «Гражданпроект»:
| Акционер                         | Акций | В процентах   |
| -------------------------------- | ----- | ------------- |
| Администрация города Кирова      | 1100  | 65 %          |
| ООО Институт «Гражданпроект-ВКХ» | 428   | 25 % + 1 акц. |
| Другие                           | 180   | 10 %          |

### Руководители
- Гизатуллин Ильдус Мохтарович  — генеральный директор
- Евгения Игоревна Стефан — Заместитель генерального директора по связям с общественностью не актуально
- Алексей Иванович Лебедев — Заместитель генерального директора по производству
- Малых Лариса Геннадьевна — Заместитель генерального директора по экономике и финансам не актуально

## Структура

### Полигон ТБО «Лубягино»
Единственный в городе санкционированный полигон ТБО и промышленных отходов. На полигоне действует установка «Форсаж-2», предназначенная для уничтожения нефтесодержащих отходов (грунтов, масляных фильтров, биоорганических отходов и т. п.).

### Цех переработки гальвано-химических отходов
Цех занимается переработкой отходов гальванотехнических производств (в Кирове, в основном, практикуются на заводе АВИТЕК): гальванические никель-, хром-, медь-, цинксодержащие растворы, отработанные кислоты и щёлочи, осадки и гальванические шламы, а также все виды аккумуляторов и фармацевтические препараты с истекшим сроком годности. Кроме того, в цехе производятся работы по цинкованию с хроматированием, фосфатированием и «белым» цинкованием.
В цехе работают участки переработки гальвано-химических отходов, гальвано-химического покрытия, переработки фармнеликвидов, регенерации растворителей, утилизации счётной и вычислительной техники, переработки нефтесодержащих отходов.

### Цех переработки ртутьсодержащих отходов
Осуществляет обезвреживание и утилизация различных видов ртутьсодержащих отходов: ртутных ламп и термометров, электроконтактных и других приборов, грунты и строительные конструкции, загрязнённые ртутью.

### Аварийно-спасательная бригада по ликвидации выбросов ртути в окружающую среду
Аварийно-спасательная бригада демеркуризации (АСБД) является экстренной городской службой, осуществляющей замеры на определение массовой концентрации паров ртути в воздухе и ликвидации загрязнений ртутью территорий, зданий и сооружений Кирова и области.

### Лаборатория
Проводит анализы сточных и природных вод на содержание фосфат-, хлорид-, нитрит-, нитрат-, сульфат-, аммоний-ионов, нефтепродуктов, ПАВ-анионов, эфироизвлекаемых веществ, ионов меди, цинка, хрома, никеля, железа, ртути, уровень водородного показателя. Определяет содержание паров ртути в воздухе рабочих, жилых помещений и атмосферном воздухе, уровень массовой концентрации ртути в почвах, твёрдых минеральных материалах и отходах минерального происхождения.

### Транспортный цех
Выполняет транспортно-логистические функции: вывоз ТБО мусоровозами и другой специальной техникой.